# 長照寺 (和光市)
長照寺（ちょうしょうじ）は、埼玉県和光市にある真言宗智山派の寺院。

## 歴史
創建年代は不明である。1720年（享保5年）の火災で記録を失ったためである。ただ、この火災の記録から、少なくとも江戸時代中期までには既に存在していたものと推測される。
なお、1730年（享保15年）に再建がなされている。その後、1928年（昭和3年）と1955年（昭和30年）に改修されている。

## 文化財
- 大いちょう（和光市指定天然記念物 昭和34年7月13日指定）[2]

## 交通アクセス
- 路線バス新倉坂下停留所より徒歩5分。